# Comuna de Jabłonna Lacka
Jabłonna Lacka (polaco: Gmina Jabłonna Lacka) é uma gminy (comuna) na Polónia, na voivodia de Mazóvia e no condado de Sokołowski. A sede do condado é a cidade de Jabłonna Lacka.
De acordo com os censos de 2004, a comuna tem 5127 habitantes, com uma densidade 34,3 hab/km².

## Área
Estende-se por uma área de 149,4 km², incluindo:
- área agricola: 75%
- área florestal: 19%

## Demografia
Dados de 30 de Junho 2004:
|                      | Total   | Total | Mulheres | Mulheres | Homens  | Homens |
| -------------------- | ------- | ----- | -------- | -------- | ------- | ------ |
|                      | pessoas | %     | pessoas  | %        | pessoas | %      |
| População            | 5127    | 100   | 2659     | 51,9     | 2468    | 48,1   |
| Densidade (pop./km²) | 34,3    | 100   | 17,8     | 17,8     | 16,5    | 16,5   |

De acordo com dados de 2002, o rendimento médio per capita ascendia a 1318,32 zł.

## Comunas vizinhas
- Ciechanowiec, Drohiczyn, Perlejewo, Repki, Sabnie, Sterdyń